# AF Draconis
AF Draconis (AF Dra / 73 Draconis / HD 196502 / HR 7879) je proměnná hvězda v souhvězdí Draka. Má hvězdnou velikost 5,19 a nachází se 417 světelných let od sluneční soustavy.
Klasifikována je jako spektrální typ A0p, kde písmeno p označuje, že AF Draconis má specifické spektrum, a patří tak do třídy hvězd, které vykazují nadbytek některých prvků – v případě AF Draconis jde o stroncium, chrom a europium – a intenzivní hvězdné magnetické pole. Účinné magnetické pole <Be> u hvězdy AF Draconis dosahuje 492 G.
Její efektivní teplota byla odhadnuta na 8500 K, i když jiný zdroj uvádí až 8842 K, což  je důsledkem obtížnosti hodnocení tohoto parametru v této třídě hvězd. Má poloměr 4,8krát větší než poloměr Slunce, její rotační perioda je 20,3 dne. Svítí jasem 120krát větším než Slunce a je ve srovnání  s ním 2,87krát hmotnější. Existují důkazy o relativním obsahu železa jednoznačně vyšším, než je jeho obsah u Slunce ([Fe/H] = +0,28).
Její stáří se odhaduje na 370 milionů let a brzy u ní dojde k dovršení jaderné fúze jader vodíku.
Katalogizována je jako hvězda typu Alpha2 Canum Venaticorum, její jas kolísá mezi +5,15 a +5,22 po dobu 20,2747 dní.